# The Real O’Neals
The Real O’Neals ist eine US-amerikanische Sitcom von Joshua Sternin und Jennifer Ventimilia. Die erste Staffel lief vom 2. März 2016 bis zum 24. Mai 2016 auf dem US-Sender ABC. Im Mai 2016 wurde die Serie um eine zweite Staffel verlängert, die vom 11. Oktober 2016 bis zum 14. März 2017 lief. Am 12. Mai 2017 wurde die Serie offiziell von ABC eingestellt. Die deutschsprachige Erstausstrahlung der ersten Staffel fand im April 2018 auf ProSieben statt.

## Handlung
Die Serie erzählt das Leben einer engmaschigen Chicagoer Familie mit katholischen Wurzeln, deren persönliche Geheimnisse und ein Reality-Check ihre wirklichen Leben offenbaren, nachdem sie sich gegenseitig alle intimen Geheimnisse offenbart haben.

## Besetzung und Synchronisation
Die Serie wurde bei der Scalamedia in München vertont. Ilka Schneider schrieb die Dialogbücher, Pascal Breuer führte die Dialogregie.
| Hauptfigur                                   | Schauspieler        | Synchronsprecher |
| -------------------------------------------- | ------------------- | ---------------- |
| Eileen O’Neal                                | Martha Plimpton     | Carin C. Tietze  |
| Pat O’Neal                                   | Jay R. Ferguson     | Patrick Schröder |
| Kenneth „Kenny“ Christopher Sebastian O’Neal | Noah Galvin         | Domenic Redl     |
| Jimmy O’Neal                                 | Matthew Shively     | Tobias Kern      |
| Shannon O’Neal                               | Bebe Wood           | Lara Jund        |
| Jodi O’Neal                                  | Mary Hollis Inboden | Kathrin Gaube    |

| Nebenfigur      | Schauspieler | Anzahl Folgen | Synchronsprecher |
| --------------- | ------------ | ------------- | ---------------- |
| VP Murray       | Matt Oberg   | 9             | Martin Halm      |
| Mimi            | Hannah Marks | 3             |                  |
| Marcia Worthman | Sarayu Blue  | 3             |                  |

## Episodenliste

### Staffel 1
| Nr. (ges.) | Nr. (St.) | Deutscher Titel                 | Originaltitel         | Erstausstrahlung USA | Deutschsprachige Erstausstrahlung (D) | Regie            | Drehbuch                             | Zuschauer (USA) |
| ---------- | --------- | ------------------------------- | --------------------- | -------------------- | ------------------------------------- | ---------------- | ------------------------------------ | --------------- |
| 1          | 1         | Ein Outing kommt selten allein  | Pilot                 | 2. März 2016         | 3. Apr. 2018                          | Todd Holland     | Joshua Sternin & Jennifer Ventimilia | 6,33 Mio.       |
| 2          | 2         | Lass mich deine Papaya sein!    | The Real Papaya       | 2. März 2016         | 3. Apr. 2018                          | Todd Holland     | Casey Johnson & David Windsor        | 6,01 Mio.       |
| 3          | 3         | Fasten für Fortgeschrittene     | The Real Lent         | 8. März 2016         | 9. Apr. 2018                          | Rebecca Asher    | Scott King                           | 3,99 Mio.       |
| 4          | 4         | Der erste Sch(w)ultag           | The Real F Word       | 15. März 2016        | 9. Apr. 2018                          | Christine Gernon | Stacy Traub                          | 3,47 Mio.       |
| 5          | 5         | Pornado-Alarm                   | The Real Spring Fever | 22. März 2016        | 16. Apr. 2018                         | Phil Traill      | Kristin Newman                       | 3,75 Mio.       |
| 6          | 6         | Männertrip in die Wildnis       | The Real Man          | 29. März 2016        | 16. Apr. 2018                         | Elliot Hegarty   | Adam Roberts                         | 3,67 Mio.       |
| 7          | 7         | Die katholische Gangsterbraut   | The Real Grandma      | 5. Apr. 2016         | 23. Apr. 2018                         | Silver Tree      | Cheryl Holliday                      | 3,65 Mio.       |
| 8          | 8         | Wenn der Vater mit dem Sohne?   | The Real Book Club    | 19. Apr. 2016        | 23. Apr. 2018                         | Victor Nelli Jr. | Sonny Lee                            | 2,98 Mio.       |
| 9          | 9         | Romeo & Julia und Zombies       | The Real Wedding      | 26. Apr. 2016        | 30. Apr. 2018                         | Rebecca Asher    | Becky Mann & Audra Sielaff           | 3,46 Mio.       |
| 10         | 10        | Der Kampf um die goldene Pfeife | The Real Retreat      | 3. Mai 2016          | 30. Apr. 2018                         | Todd Holland     | Lewaa Nasserdeen                     | 3,29 Mio.       |
| 11         | 11        | Zwischen zwei Müttern           | The Real Other Woman  | 10. Mai 2016         | 30. Apr. 2018                         | Rebecca Asher    | Kevin Biegel                         | 3,15 Mio.       |
| 12         | 12        | Dating-Regeln                   | The Real Rules        | 17. Mai 2016         | 30. Apr. 2018                         | Eyal Gordin      | Kristin Newman                       | 3,25 Mio.       |
| 13         | 13        | Eine magische Ballnacht         | The Real Prom         | 24. Mai 2016         | 7. Mai 2018                           | Todd Holland     | Stacy Traub                          | 4,21 Mio.       |

### Staffel 2
| Nr. (ges.) | Nr. (St.) | Deutscher Titel                          | Originaltitel             | Erstausstrahlung USA | Deutschsprachige Erstausstrahlung (–) | Regie            | Drehbuch                      | Zuschauer (USA) |
| ---------- | --------- | ---------------------------------------- | ------------------------- | -------------------- | ------------------------------------- | ---------------- | ----------------------------- | --------------- |
| 14         | 1         | Schamfleisch                             | The Real Thang            | 11. Okt. 2016        | 7. Mai 2018                           | Todd Holland     | Casey Johnson & David Windsor | 3,71 Mio.       |
| 15         | 2         | Jetzt geht's App!                        | The Real Dates            | 18. Okt. 2016        | 7. Mai 2018                           | Eyal Gordin      | Kristin Newman                | 2,91 Mio.       |
| 16         | 3         | Das abgefahrenste Halloween aller Zeiten | The Real Halloween        | 25. Okt. 2016        | 7. Mai 2018                           | Silver Tree      | Stacy Traub                   | 3,22 Mio.       |
| 17         | 4         | Bis dass das Glück uns scheidet          | The Real Move             | 1. Nov. 2016         | 14. Mai 2018                          | Jaffar Mahmood   | Becky Mann & Audra Sielaff    | 2,73 Mio.       |
| 18         | 5         | Traditionen und andere Katastrophen      | The Real Tradition        | 15. Nov. 2016        | 14. Mai 2018                          | Rebecca Asher    | Steve Joe                     | 3,56 Mio.       |
| 19         | 6         | Sport ist meine Religion                 | The Real Fit              | 29. Nov. 2016        | 14. Mai 2018                          | Elliot Hegarty   | Sam Laybourne                 | 3,29 Mio.       |
| 20         | 7         | Das Geheimnis der Mattenmädchen          | The Real Match            | 6. Dez. 2016         | 14. Mai 2018                          | Todd Holland     | Adam Roberts                  | 3,05 Mio.       |
| 21         | 8         | Krieg der Chöre                          | The Real Christmas        | 13. Dez. 2016        | 22. Mai 2018                          | Rebecca Asher    | Robert Sudduth                | 3,06 Mio.       |
| 22         | 9         | Rebellieren für Anfänger                 | The Real Sin              | 2. Jan. 2017         | 22. Mai 2018                          | Jude Weng        | Cheryl Holliday               | 3,29 Mio.       |
| 23         | 10        | Mein erster Freund                       | The Real Acceptance       | 17. Jan. 2017        | 22. Mai 2018                          | Victor Nelli Jr. | Josh Kirby & Jon Veles        | 2,81 Mio.       |
| 24         | 11        | Beste Freundinnen                        | The Real Third Wheel      | 7. Feb. 2017         | 22. Mai 2018                          | Todd Holland     | Becky Mann & Audra Sielaff    | 2,79 Mio.       |
| 25         | 12        | Die Nacht der Brüder                     | The Real Brother's Keeper | 14. Feb. 2017        | 28. Mai 2018                          | Eyal Gordin      | Steve Joe                     | 2,87 Mio.       |
| 26         | 13        | Gefühlschaos                             | The Real Confirmation     | 21. Feb. 2017        | 28. Mai 2018                          | Todd Holland     | Billy Finnegan                | 2,93 Mio.       |
| 27         | 14        | Verdammter Valentinstag                  | The Real Heartbreak       | 28. Feb. 2017        | 28. Mai 2018                          | Kevin Bray       | Robert Sudduth                | 3,34 Mio.       |
| 28         | 15        | Echt schwules Karaoke                    | The Real Mr. Nice Guy     | 7. März 2017         | 28. Mai 2018                          | Jaffar Mahmood   | Adam Roberts                  | 2,87 Mio.       |
| 29         | 16        | Letzte Geheimnisse                       | The Real Secrets          | 14. März 2017        | 28. Mai 2018                          | Todd Holland     | Stacy Traub                   | 2,67 Mio.       |